# Dora Jemaa-Amirouche
Pour les articles homonymes, voir Amirouche et Jemaa.
Dora Jemaa-Amirouche (née le 15 juillet 1985 à Oullins) est une athlète française, spécialiste du 400 m haies. 

## Biographie
Elle remporte deux titres de championne de France du 400 mètres haies, en 2006 et 2010, et s'adjuge par ailleurs le titre national du 400 m en salle en 2008.

### Palmarès
- Championnats de France d'athlétisme :
  - vainqueur du 400 m haies en 2006 et 2010
- Championnats de France d'athlétisme en salle :
  - vainqueur du 400 m en 2008

### Records
| Épreuve     | Performance | Lieu   | Date         |
| ----------- | ----------- | ------ | ------------ |
| 400 m haies | 56 s 27     | Munich | 23 juin 2007 |